# Wappen der Stadt Memmingen
Die Stadt Memmingen führt seit dem 13. Jahrhundert ein eigenes Wappen.

## Geschichte
Nach Klemens Stadler ist auf Memminger Münzen bereits um 1180 ein Kreuz abgebildet und 1191 der Adler, das Königssymbol der Staufer. Das Kreuz deutet er als ein typisches Ortszeichen, lässt aber auch einen möglichen Zusammenhang mit dem Kreuz in der alten Reichssturmfahne offen. Aus den Münzbildern entwickelten sich, wie auch anderenorts üblich, Siegel- und Wappenbilder. Im Landrechtbuch des Schwabenspiegels wird um 1275 für die Städte der Gebrauch von Siegeln festgelegt, die ursprünglich nur von Herrschern benutzt wurden. Dort heißt es Die stete suln ouch insigel han, doch mit ir herren willen, wan anders habent si nicht kraft. Bereits zwei Jahre nachdem Memmingen an das Reich gefallen war, ist 1270 in einer Urkunde vom großen Stadtsiegel die Rede. Die erste Darstellung hat sich aus dem Jahr 1286 erhalten. Die Umschrift lautet + SIGILLVM • CIVIVM • IN • MAEMIGIN. Frei im Siegelfeld sind ein wuchtiges, perlenbesetztes Kreuz und ein halber Adler, der mit dem Schnabel über den Spalt hinausragt, zu sehen. Der Adler weist nun auch auf die Reichszugehörigkeit hin.
Ab 1330 wurde ein Sekretsiegel verwendet. Es zeigt die Umschrift + S' SECRETVM CIVIVM IN MEMMINGEN. Als Bild ist ein gekröntes, lockiges Königshaupt zu sehen. Eine von Julius Miedel getroffene Aussage, dass das Sekretsiegel das älteste Wappenzeichen Memmingens zeige, ist allerdings durch das Stadtsiegel von 1286 widerlegt. Der Königskopf wurde von den Reichsstädten gerne als Symbol im Wappen verwendet. Seit etwa 1360 erscheint er auch auf den Siegeln des Stadtgerichts. Allerdings wird der Königskopf in den spätgotischen Siegeln immer kleiner, bis er als Wappenhalter fungiert.
War der Adler beim ältesten Siegel und späteren Wappenbildern noch hinten und das Kreuz vorne dargestellt, so befindet er sich seit dem 16. Jahrhundert in der vorderen Schildhälfte. Als Reichsadler ist er auch ein Zeichen für die Reichsunmittelbarkeit Memmingens. Die Farbgebung des Wappens blieb stets gleich.
Es ist von Gold und Silber gespalten, vorn in Gold ein halber, rot bewehrter schwarzer Adler am Spalt, hinten in Silber ein rotes Prankenkreuz.

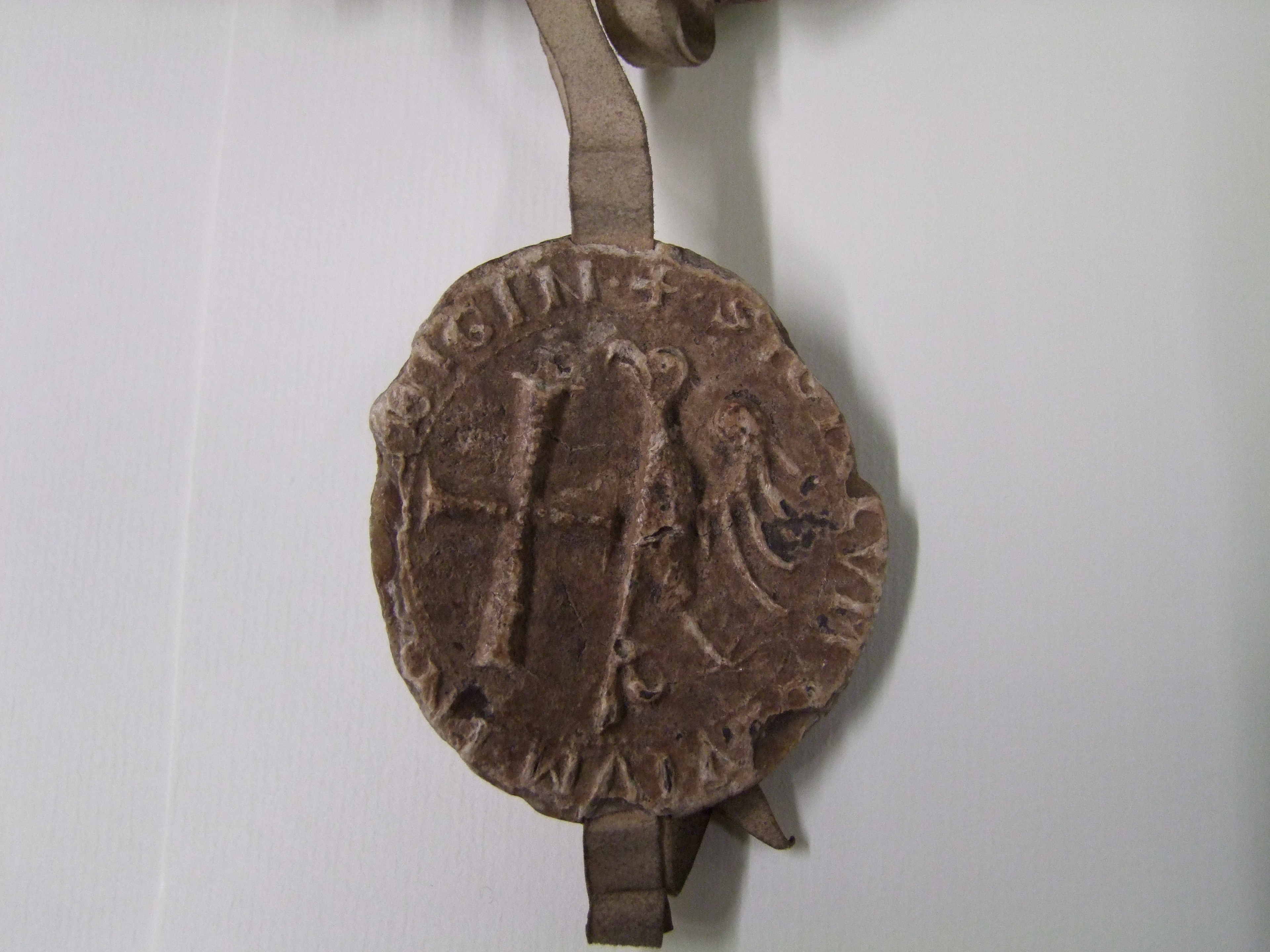
Stadtsiegel von 1286.
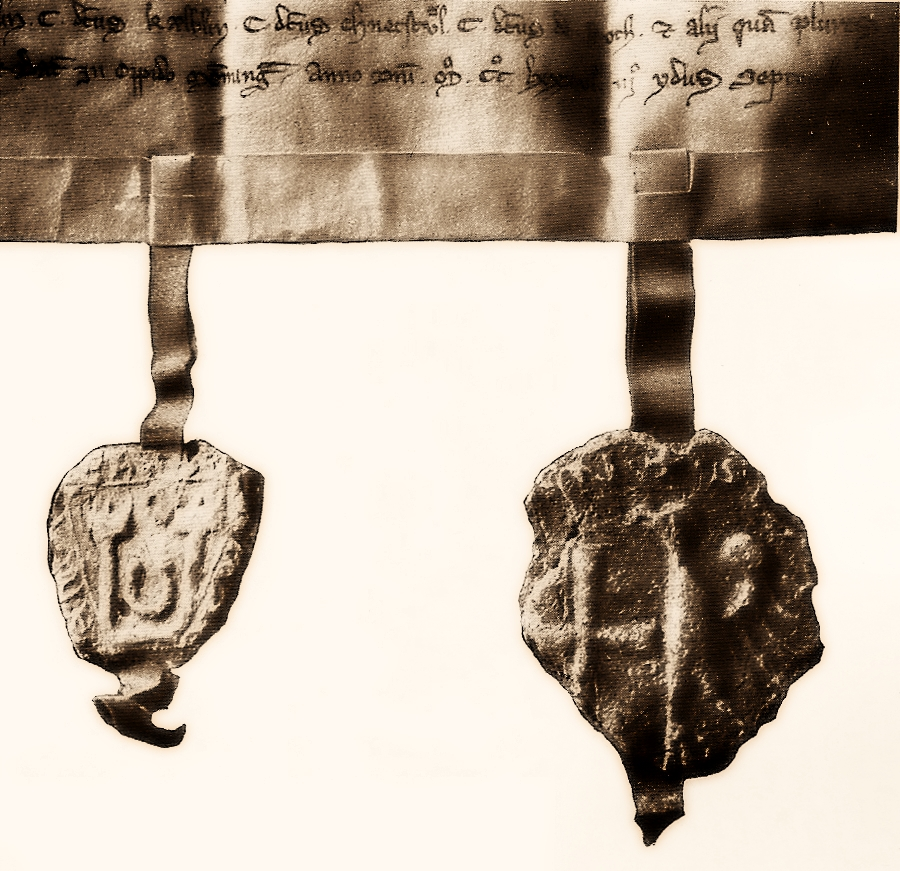
Siegel derer von Eisenburg und der Stadt Memmingen von 1286.
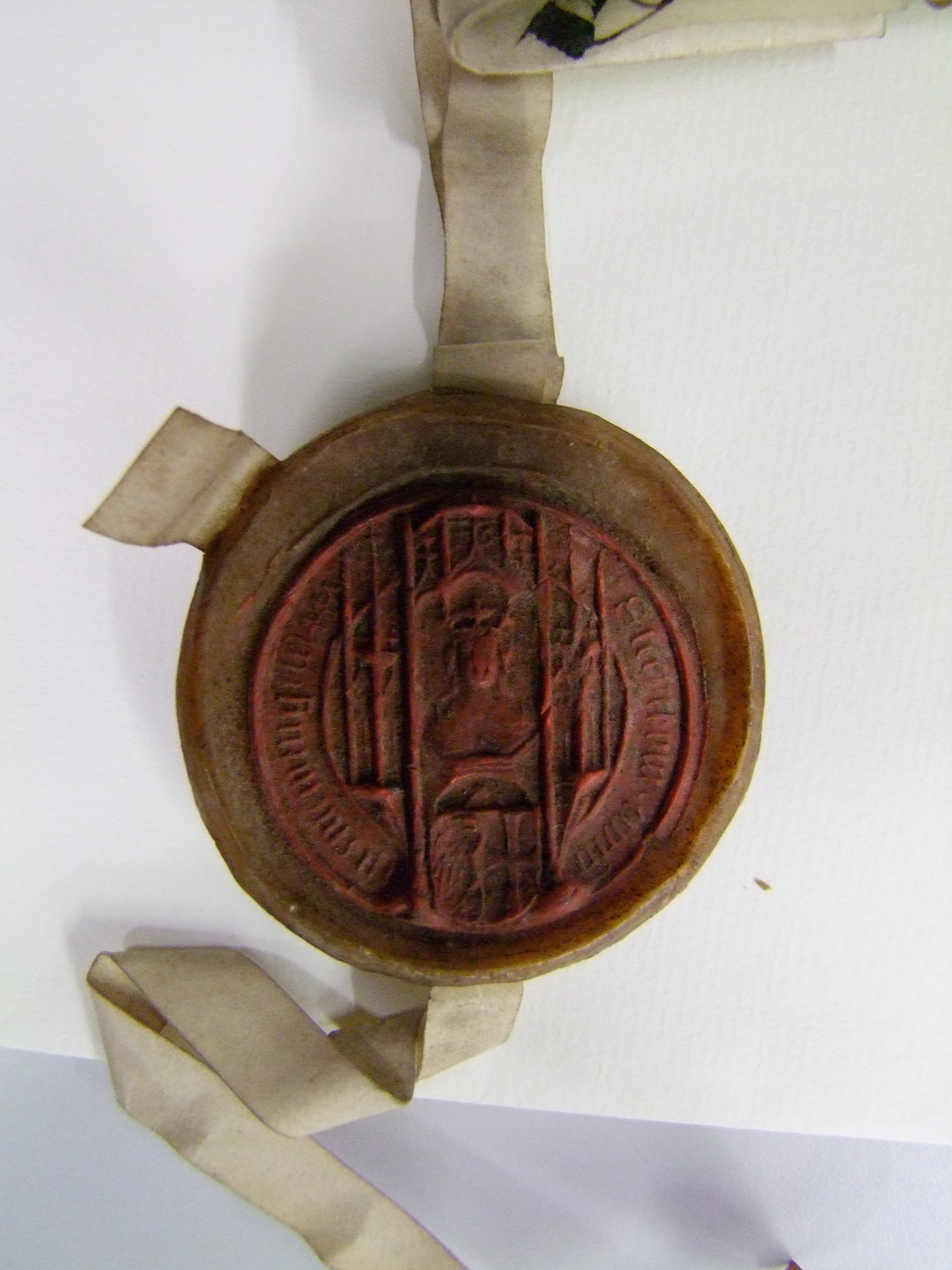
Gerichtssiegel aus dem 16. Jahrhundert.
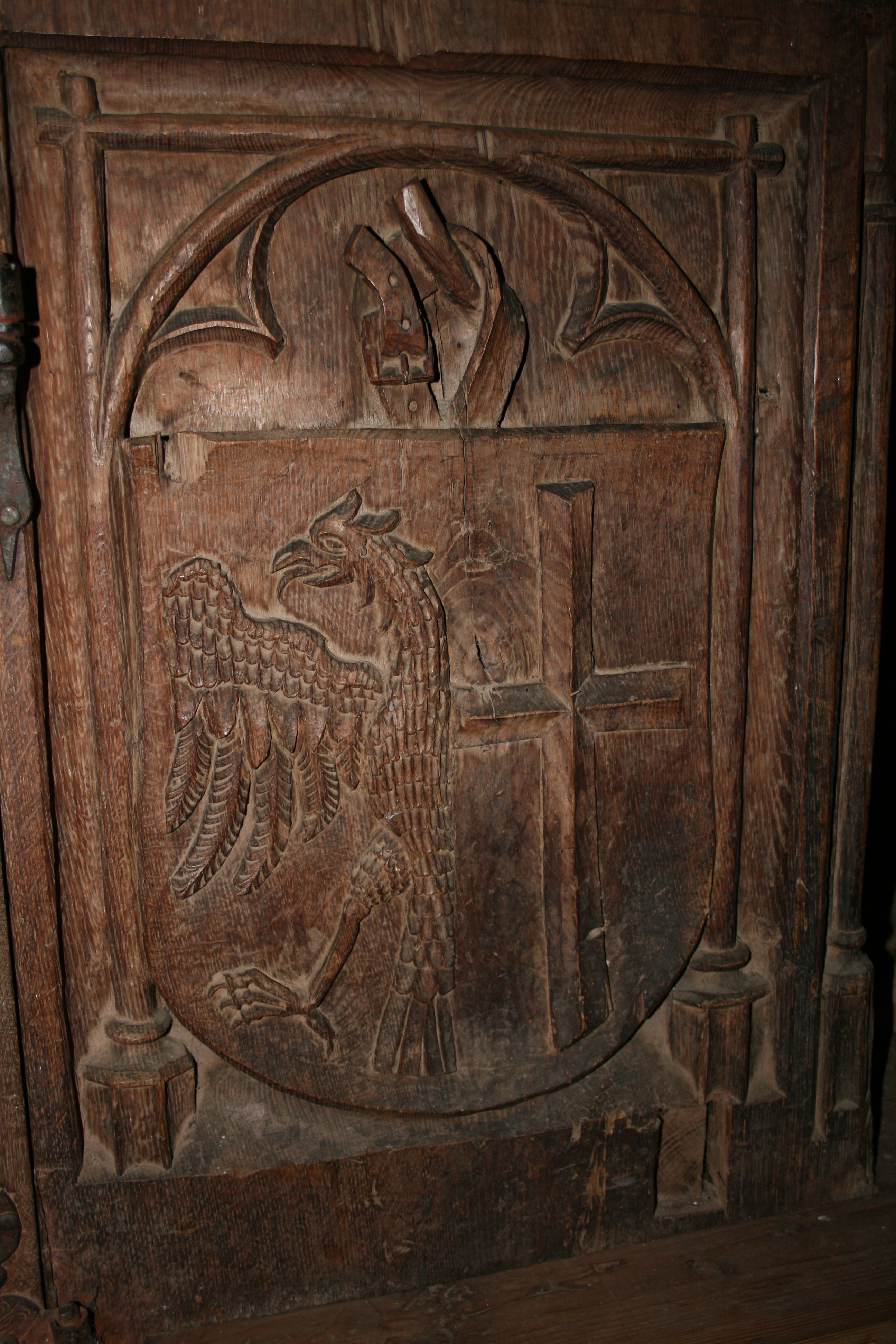
Eine der ersten Darstellungen des Memminger Wappens, außerhalb von Urkunden und Münzen, im Chorgestühl der St. Martins-Kirche.
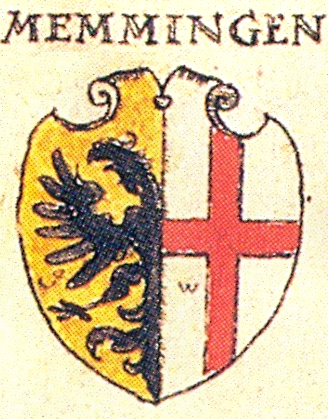
Wappen aus Johann Siebmachers Wappenbuch von 1605.
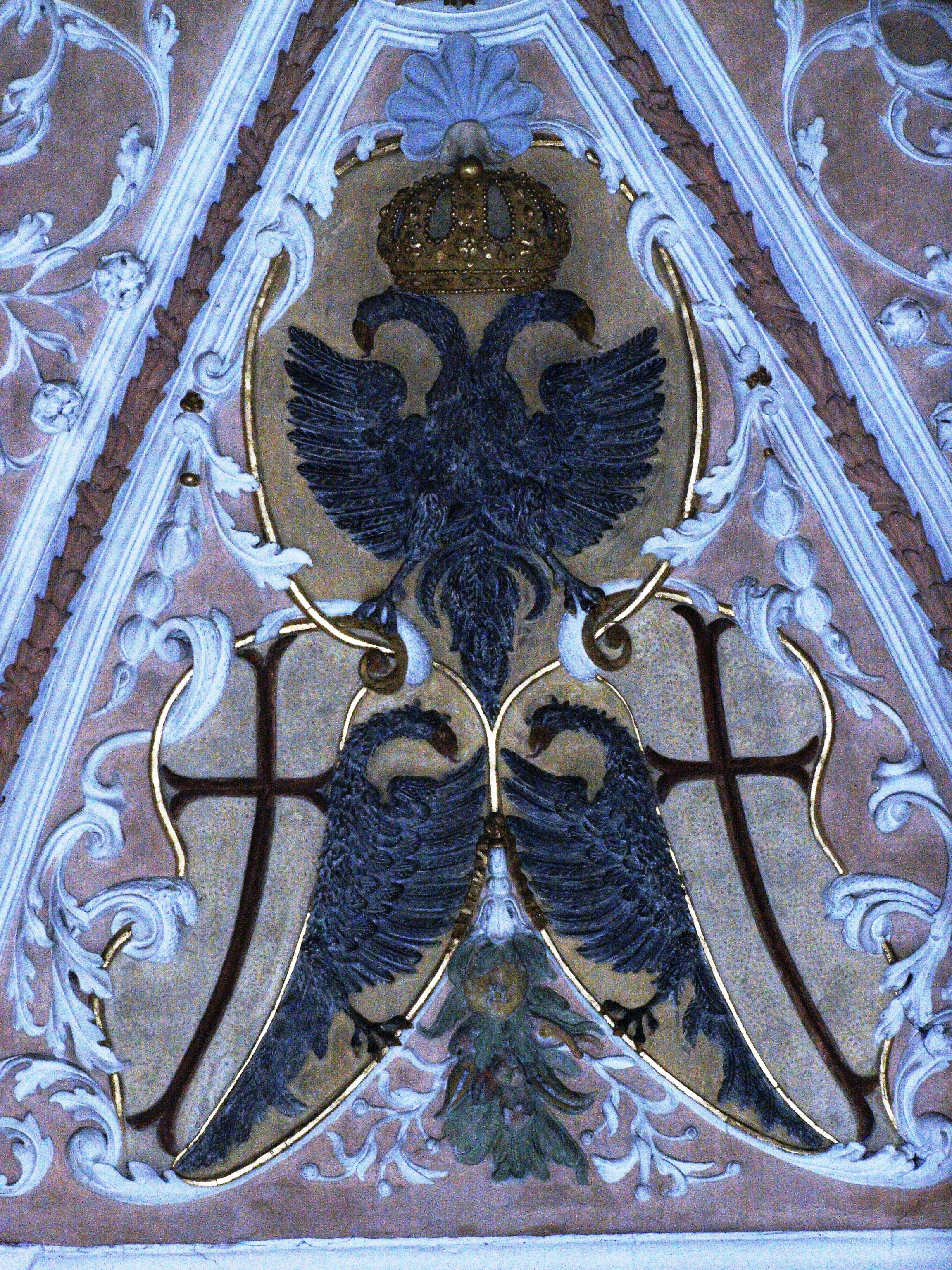
Memminger Stadtwappen in der Buxacher Dreieinigkeitskirche von Dominikus Zimmermann.
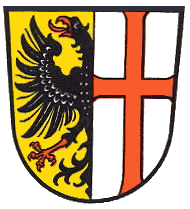
Zum Teil heute noch verwendete, ältere Darstellung.

## Flagge
Die Stadtfarben Schwarz, Rot, Weiß sind seit 1488 überliefert. Die Fahne ist eine Bannerfahne mit Querstab. Auf den Bannerfahnen wird das Stadtwappen üblicherweise nicht abgebildet. Nur bei besonderen Anlässen werden Bannerfahnen mit Stadtwappen verwendet, dieses befindet dann im oberen Drittel. Bei jedem größeren Fest, wie Kinderfest und Fischertag, werden die Häuser der Altstadt mit Flaggen in diesen Farben geschmückt.